# Лоскотання

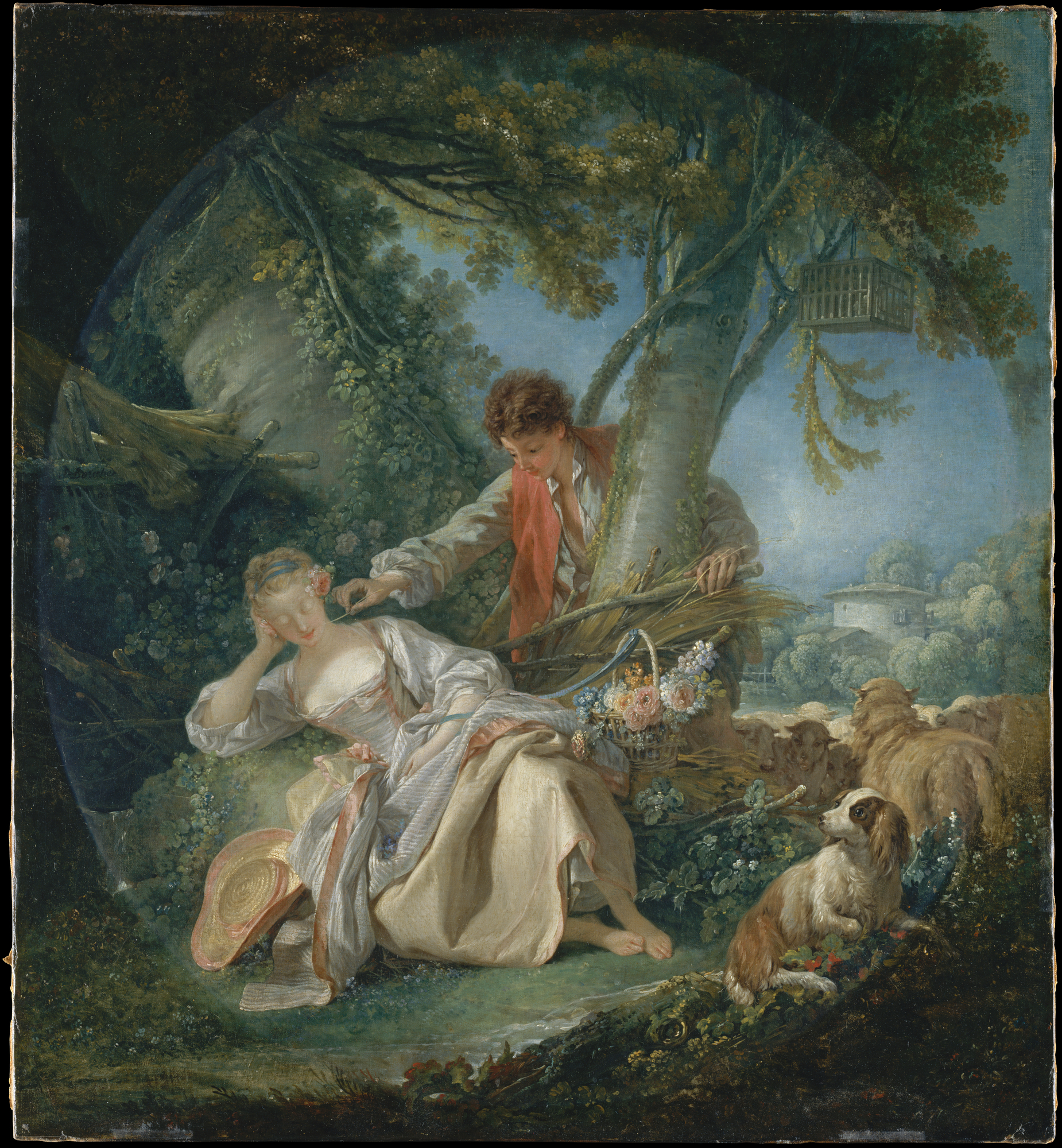
Франсуа Буше, «Перерваний сон», 1750.

Лоскота́ння — процес впливу на шкірний покрив людини чи деяких видів тварин. Відчуття лоскоту, що цим викликається зазвичай супроводжується загальним збудженням з поривчастим сміхом і масою невільних, рефлекторних рухів. Особа при цьому, зазвичай, червоніє, пульс і дихання частішають, і людина після тривалого лоскотання може впасти в знемогу.
Одна з гіпотез свідчить, що відчуття лоскоту — це рефлекторна реакція шкіри людини на дрібних тварин і комах, що дісталася людям від далеких предків. При цьому, якби лоскіт був захисною реакцією, то в ході еволюції це відчуття повинно було втратитися у північних народів у зв'язку з відсутністю в холодних широтах небезпечних комах. Однак, до теперішнього часу немає даних про те, що чутливість до лоскотання залежить від раси.

## Цікаві факти
- В історії мали місце випадки, коли лоскіт застосовувався як знаряддя тортур або страти.[1]